# Kester Peaks
Kester Peaks är en bergstopp i Antarktis. Den ligger i Västantarktis. Argentina och Storbritannien gör anspråk på området. Toppen på Kester Peaks är 894 meter över havet.
Terrängen runt Kester Peaks är huvudsakligen kuperad, men åt nordväst är den platt. Terrängen runt Kester Peaks sluttar brant österut. Trakten är obefolkad. Det finns inga samhällen i närheten.